# Бејкер (Калифорнија)
Бејкер (енгл. Baker) насељено је место без административног статуса у америчкој савезној држави Калифорнија.

## Демографија
По попису из 2010. године број становника је 735.
| Група             | 2000.    | 2010.       |
| Белци             | 0 (0,0%) | 195 (26,5%) |
| Афроамериканци    | 0 (0,0%) | 1 (0,1%)    |
| Азијати           | 0 (0,0%) | 10 (1,4%)   |
| Хиспаноамериканци | 0 (0,0%) | 502 (68,3%) |
| Укупно            | 0        | 735         |